# SV Viktoria Allenstein
SV Viktoria Allenstein was een Duitse voetbalclub uit Allenstein, Oost-Pruisen, dat tegenwoordig tot Polen behoort en sindsdien bekend is onder de naam Olsztyn.

## Geschiedenis
De club werd in 1916 opgericht. Vanaf 1920 speelde de club in de Bezirksliga Südostpreußen, een voorronde van de Oost-Pruisische competitie. De club werd kampioen in 1921 en plaatste zich voor de eindronde, war ze verloren van Masovia Lyck. Pas in 1924 werd de tweede titel behaald. In de eindronde slaagde de club erin de finale te halen, die ze verloren van VfB Königsberg. Ook in 1925 verloor Viktoria van VfB.
In 1925/26 werd de eindronde in groepsfase gespeelde en ook nu moest Viktoria zich tevreden stellen met een plaats achter VfB, echter mochten vanaf dit seizoen de vicekampioenen ook naar de Baltische eindronde. Hier werd de club vierde op zes teams. Van 1926 tot 1930 werden de Bezirksliga's afgeschaft en kwam er de Ostpreußenliga als sterke competitie. Hierin speelde de club geen rol van betekenis en in 1929/30 verloren ze zelfs al hun wedstrijden. De club moest via de kwalificatieronde het behoud verzekeren en verloor ook hier beide wedstrijden. Door een competitiehervorming degradeerde de club echter niet. De Ostpreußenliga werd afgevoerd en vervangen door drie Bezirksliga's. Viktoria werd meteen kampioen, maar in de eindronde verloren ze alle zes de wedstrijden. De volgende twee jaar plaatsten ze zich niet voor de eindronde.
Door de strenge winters in het Baltische gebied werd de competitie van 1932/33 in 1931 al begonnen en de geplande competitie van 1933/34 al in 1932. Nadat de NSDAP aan de macht kwam werd de competitie door heel Duitsland grondig geherstructureerd. De Gauliga Ostpreußen werd ingevoerd en het seizoen 1933/34, dat al begonnen was werd niet voltooid. Wel werd op basis van die eindrangschikking het aantal teams voor de Gauliga bepaald. Uit de Bezirksliga Süd plaatsten zich vier teams en door de derde plaats kwalificeerde Viktoria zich dus.
In het eerste seizoen van de Gauliga werd Viktoria vierde op zeven clubs. Het volgende seizoen werd de clubs zelfs laatste. Na dit seizoen werden de clubs uit de Gauliga en de Bezirksklasse samen gevoegd en was de Bezirksklasse de voorronde van de Gauliga, waarvan de top twee zich kwalificeerde voor de eigenlijke Gauliga. De volgende drie seizoenen speelde de club in de middenmoot. Daarna werd er een Gauliga ingevoerd die uit één reeks bestond daar kwalificeerde Viktoria zich niet voor.
In 1939 fusioneerde de club voor één seizoen met SV 1910 Allenstein, vanwege het uitbreken van de Tweede Wereldoorlog, en trad aan als SG Allenstein. Na één seizoen werd de fusie ongedaan gemaakt. Viktoria slaagde er niet meer in om terug te promoveren.
Na de oorlog werden alle Duitse clubs in Oost-Pruisen ontbonden.